# George Ford
George Ford (født 1. januar 1946 i Castries St. Lucia, De Britiske Jomfruøer - død 2007 i London, England) var en engelsk elbassist og studiemusiker.
Ford kom frem med gruppen Emile Ford & The Checkmates. Han har spillet med Medicin Head (1973-1974), og Steve Harley & Cockney Rebel (1975-1977) og senere som sessionbassist med The Shadows fra (1979-1981). Ford var en meget brugt sessionbassist i England i 1970´erne og 1980´erne.

## Diskografi
- Love's a Prima Donna (1976) - med Steve Harley and Cockney Rebel
- Timeless Flight (1976) - med Steve Harley and Cockney Rebel

## TV
- The Shadows - Live in Rotterdam (Koncert fra Hollandsk TV) (1980)